# Sot de Xera
Sot de Xera (en castellà i oficialment, Sot de Chera, i en la parla xurra, Sote) és un municipi del País Valencià que es troba a la comarca dels Serrans.

## Geografia
El poble està assentat en una depressió coneguda com a la Vall de l'Alegria, al peu d'una roca de composició calcària coneguda com El Morrón.
Per un dels canyons naturals discorre el riu Sot o Reatillo, que naix en el paratge conegut com a las Fuentes, passa prop de la població i l'abastix d'aigua potable. També s'utilitza per a regar les hortes, i al seu pas pel poble s'ha aprofitat per a fer unes piscines naturals. En el terme hi ha nombroses fonts, algunes amb propietats medicinals. Les més significatives són la font de Santa María, la font del Feig, i la font del Tio Fausto.
Des del punt de vista orogràfic, el terme presenta muntanyes abruptes, que culminen en Las Cimas (789 m) de gran realç i bellesa a causa del fort desnivell amb les terres confrontants, no existint-ne pràcticament planes. Pel que fa a la litologia, són materials calcaris, mesozoics, i el seu plegament pertany al plegament Alpí, observant-se en diferents punts grans deformacions dels estrats, degudes a la formació de cobertera coneguda geològicament com a l'Anticlinal de Sot. L'orografia s'emmarca en el Sistema Ibèric.
A causa de la seua especial composició geològica (alternança de calcàries i margues amb moltes fissures) les muntanyes estan poblades de coves i avencs de gran bellesa com a conseqüència dels processos càrstics, constituint un edifici en el qual trobem dolines, uvales, pòlies, lapiaz, coves i surgències. Hi destaca especialment l'aparició de gran quantitat de fòssils corresponents a la sèrie «Margues de Sot de Xera».

### Límits
El terme municipal limita amb els termes de Xulilla i Xestalgar (a la mateixa comarca); i amb els de Xera (Plana d'Utiel) i Loriguilla (Camp de Túria).

### Accessos
Hi ha dues rutes distintes per a accedir a la localitat des de la ciutat de València. La primera, de 67 km des de la capital, és a través de la carretera CV-35 fins a enllaçar amb la CV-395 direcció Xulilla. En la segona, més llarga (100 km), cal prendre l'autovia A-3 (carretera de Madrid) fins a desviar-se a Requena direcció Xera.

## Història

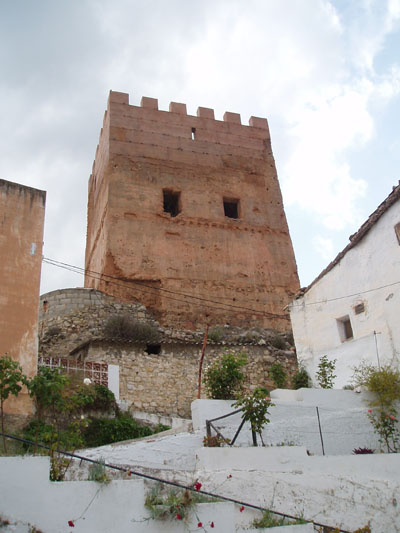
Castell de Sot de Xera

Encara que es manca de dades exactes, hi va haver assentaments ibèrics, ja que s'han trobat monedes i atuells al paratge conegut com a los Casericios, a més d'un aqüeducte en les proximitats de la població, situat al paratge de la Canal. En el segle xi, en el període de taifes, es va erigir una torre o talaia de vigilància sobre el pas fronterer entre els regnes de Toledo i València en el paratge denominat "Soto de Xera", compost del llatí saltus, "pas estret" i el preromà chera, "penyal", entorn de la qual es va anar configurant el primitiu nucli de població.
Després de la conquesta en 1271, es va convertir en senyor territorial Hurtado de Lihory, cavaller que havia pres part en la conquesta del futur Regne de València; en el segle xiv el senyoriu va passar a la família dels Fernández d'Heredia, nobles vinculats per parentiu amb els Ruíz de Lihory, fins que en el segle xvi el senyoriu va ser comprat per la família Mompalau per a afegir-lo a les seues possessions de Xestalgar.
El 10 de gener de 1540 es verifica l'escriptura de població o carta de poblament de Sot de Xera atorgada per Miguel Ángel de Mompalau, senyor de la Baronia de Xestalgar i de Sot de Xera, a favor de 12 residents, mitjançant la qual passaren a ser veïns amb els drets i deures.
En 1654, Gaspar de Mompalau, per a evitar discòrdies entre ambdós pobles, ordena l'acta d'aixecament de fites que, derruïdes, ja existien des de temps immemorial.
En 1812, la guerrilla de Romeu, precedent de Setaigües, va penetrar a Sot de Xera, poble que havia triat per les seues condicions estratègiques per a concentrar a diversos caps guerrillers que actuaven per part de Conca i Terol. El dia 5 de juny, Sot de Xera va ser envaït per les tropes franceses al comandament del capità Lacroix, on va ser capturat el guerriller Romeu. Conduït a Llíria i després a València, va ser penjat en la plaça del Mercat el 12 de juny de 1812. En Sot va quedar la resta de l'escamot, sent afusellats quaranta-cinc homes.
En 1836, els habitants del caseriu de Xera van sol·licitar del governador civil la segregació de Sot de Xera. L'1 de gener de 1841 pren possessió el nou ajuntament de Xera.

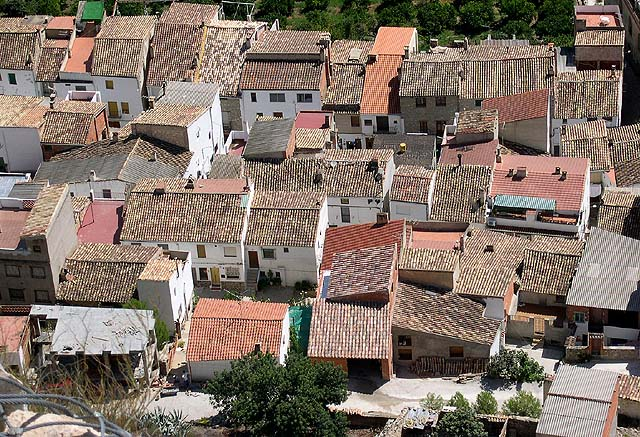
Barri de Sot de Xera

## Economia
Dintre del cultiu de secà es troben ametlers, oliveres, garroferes i, en menor mida, vinya. En el regadiu es conrea dacsa, creïlles, cebes, taronges i altres fruiters, entre els quals destaca el cultiu del taronger.
La ramaderia manté un cert nombre de caps de bestiar de llana i porcí.
Quant a la indústria, en els últims anys s'han tancat les poques empreses que es dedicaven a la transformació de caolí, les mines de la qual eren ja explotades en època romana.

## Demografia
Sot de Xera compta actualment amb 409 habitants (INE 2016). En les darreres dècades s'ha experimentat un creixement progressiu de la població, amb algun descens demogràfic poc significatiu en els anys 1998 i 2006. En la dècada compresa entre 1996 i 2006 la població va augmentar en més de 100 persones. La densitat demogràfica, per tant, se situa en 12 hab/km².
El 98% de la població de Sot de Xera és de nacionalitat espanyola. El 2% restant correspon a població provinent d'Amèrica i de la Unió Europea, en què els europeus tenen major representació.
Hi ha pràcticament el mateix nombre d'hòmens que de dones, sent la població femenina lleugerament superior (210 hòmens-218 dones). Els majors nivells de població es troben entorn els 55-59 anys i 65-69 anys en els hòmens i en els 45-49 anys i 75-79 anys en les dones. En edats superiors la dona té més presència a causa de la seua major longevitat. La presència de menors de 25 anys és molt reduïda en comparació amb la resta de marges d'edat.
| 1990 | 1992 | 1994 | 1996 | 1998 | 2000 | 2002 | 2004 | 2006 | 2007 | 2014 |
| ---- | ---- | ---- | ---- | ---- | ---- | ---- | ---- | ---- | ---- | ---- |
| 327  | 292  | 319  | 283  | 275  | 340  | 349  | 381  | 387  | 428  | 374  |

## Política i govern

### Composició de la Corporació Municipal
El Ple de l'Ajuntament està format per 7 regidors. En les eleccions municipals de 26 de maig de 2019 foren elegits 4 regidors del Partit Socialista del País Valencià (PSPV) i 3 del Partit Popular (PP).
| Eleccions municipals de 26 de maig de 2019 - Sot de Xera                                                         |                                          |                                     |                                     |      |          |          |
| Candidatura | Candidatura                              | Candidatura                         | Cap de llista                       | Vots | Vots     | Regidors |
| | Partit Socialista del País Valencià-PSOE |                                     | Mª Dolores Moreno Vanacloig         | 131  | 49,43%   | 4 ()     |
| | Partit Popular                           |                                     | Tomás Cervera Carrió                | 129  | 48,68%   | 3 ()     |
| | Vots en blanc                            |                                     |                                     | 5    | 1,89%    |          |
| Total vots vàlids i regidors                                                                                     | Total vots vàlids i regidors             | Total vots vàlids i regidors        | Total vots vàlids i regidors        | 265  | 100 %    | 7        |
| | Vots nuls                                | Vots nuls                           | Vots nuls                           | 8    | 2,93%    |          |
| Participació (vots vàlids més nuls)                                                                              | Participació (vots vàlids més nuls)      | Participació (vots vàlids més nuls) | Participació (vots vàlids més nuls) | 273  | 83,49%** |          |
| Abstenció | Abstenció                                | Abstenció                           | Abstenció                           | 54*  | 16,51%** |          |
| Total cens electoral                                                                                             | Total cens electoral                     | Total cens electoral                | Total cens electoral                | 327* | 100 %**  |          |
| Alcaldessa: Mª Dolores Moreno Vanacloig (PSPV) (15/06/2019) Per majoria absoluta dels vots dels regidors         |                                          |                                     |                                     |      |          |          |
| Fonts: JEC, JEZ Llíria, Periòdic Ara. (* No són vots sinó electors. ** Percentatge respecte del cens electoral.) |                                          |                                     |                                     |      |          |          |

### Alcaldia
Des de 2019 l'alcaldessa de Sot de Xera és Mª Dolores Moreno Vanacloig del Partit Socialista del País Valencià (PSPV).
| Període                       | Alcalde o alcaldessa                              | Partit polític | Data de possessió | Observacions |
| ----------------------------- | ------------------------------------------------- | -------------- | ----------------- | ------------ |
| 1979–1983                     | Pedro Mínguez Royuela                             | AEI            | 19/04/1979        | --           |
| 1983–1987                     | Manuel Guijarro Cosín                             | PSPV-PSOE      | 28/05/1983        | --           |
| 1987–1991                     | Manuel Guijarro Cosín                             | PSPV-PSOE      | 30/06/1987        | --           |
| 1991–1995                     | Manuel Guijarro Cosín                             | PSPV-PSOE      | 15/06/1991        | --           |
| 1995–1999                     | Manuel Guijarro Cosín                             | PSPV-PSOE      | 17/06/1995        | --           |
| 1999–2003                     | José Rafael Rodrigo Boronat                       | GIS            | 03/07/1999        | --           |
| 2003–2007                     | José Rafael Rodrigo Boronat                       | GIS            | 14/06/2003        | --           |
| 2007–2011                     | César Rodrigo Mínguez José Rafael Rodrigo Boronat | GIS            | 16/06/2007 ??     | ?? --        |
| 2011–2015                     | José Rafael Rodrigo Boronat                       | PP             | 11/06/2011        | --           |
| 2015–2019                     | Tomás Cervera Carrió                              | PP             | 13/06/2015        | --           |
| 2019-2023                     | Mª Dolores Moreno Vanacloig                       | PSPV-PSOE      | 15/06/2019        | --           |
| Des de 2023                   | n/d                                               | n/d            | 17/06/2023        | --           |
| Fonts: Generalitat Valenciana |                                                   |                |                   |              |

## Monuments

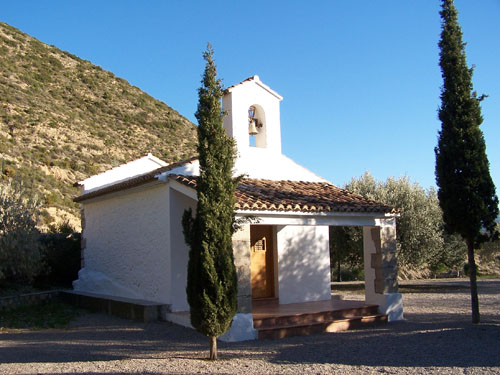
Ermita de Sant Roc

- Castell. És un castell d'origen islàmic situat en el centre de la població, sobre un promontori sobre el riu Sot, en l'actual barri del castell.
- Església parroquial o de Sant Sebastià. Es tracta d'una església del segle xvii, de concepció neoclàssica composta per una sola nau central coberta amb volta de mig canó amb llunetes.
- Ermita de Sant Roc. Es tracta d'un edifici d'una sola nau, d'estil renaixentista edificada en 1592, i dedicada al patró del poble.
- Molí del Pouet (del Pocillo). Molí de gra, mogut per aigua, de finals del segle xix, i en els treballadors del poble s'oferien a treballar pel simple fet de menjar, sense cobrar cap salari.
- Molí de les Fonts (de las fuentes). Pertany a l'arquitectura popular o tradicional de finals del segle xix. Es tracta d'un antic molí de gra mogut per aigua.

## Llocs d'interés
- Parc Geològic. La peculiar geologia de Sot, on trobem un anticlinal perfectament plegat, fan que siga un dels municipis més coneguts al món de la geologia. Es tracta d'una zona d'enormes fractures, que han dut a desplaçaments de l'escorça terrestre de fins a 600 metres i han fet aflorar una gran diversitat d'estrats.
- Parc Natural de Xera-Sot de Xera. Està situat entre els termes dels dos municipis.

## Festes locals
- Fogueres de Sant Antoni. Se celebren el cap de setmana més proper al 17 de gener amb fogueres i altres actes culturals.
- Fogueres de Sant Sebastià. El 20 de gener s'organitza missa i dinar de germanor.
- Festes Patronals. Se celebren del 14 al 20 d'agost en honor de l'Assumpció, Santa Anna i Sant Roc.

## Fills il·lustres
- Esteban Esteve Jorge (Sot de Xera, 1937 - Mislata, 2006), un músic, director i compositor